# 塔吉克斯坦伊斯蘭復興黨
塔吉克斯坦伊斯蘭復興黨，是塔吉克斯坦的伊斯蘭主义政黨，于2015年被塔吉克斯坦政府宣布为非法伊斯蘭恐怖組織。它曾是中亞唯一合法的伊斯蘭政黨。

## 歷史沿革
該黨始建於1990年。1992年，在俄羅斯薩拉托夫主辦了一次會議，有來自前蘇聯的中亞地區，俄罗斯自治共和国当中韃靼斯坦共和國和巴什科爾托斯坦共和國的伊斯蘭主義者參加。但在1993年塔吉克斯坦内戰後被禁，但於1998年的和平協定達成後重新合法。在1999年，它是塔吉克斯坦的第二大黨。
該黨的長時間領導人阿卜杜拉·努裡·賽德在2006年8月因癌症去世，抵制了2006年的總統大選。

## 外部連結
- 官方网站
- Olimova, Saodat and Muzaffar Olimov.  "The Islamic Renaissance Party" Conciliation Resources (March 2001) （页面存档备份，存于）
- （页面存档备份，存于）

template:Tajikistani political parties